# Marc Collat
Marc Collat (Fort-de-France, 24 maggio 1950) è un allenatore di calcio ed ex calciatore francese, attuale CT della Martinica.

## Carriera

### Calciatore
A livello di calcio giocato Collat ha sempre preso parte al campionato francese, giocando per tutta la carriera in serie minori.

### Allenatore
In seguito al ritiro dal calcio giocato, avvenuto nel 1986, si dedica alla carriera da allenatore. Negli anni seguenti gira diversi paesi e ricopre il ruolo di CT in diverse squadre e nazionali, come Haiti, selezione con la quale riuscirà a classificarsi terzo alla Gold Cup 2019.